# رودخانه لیتانی

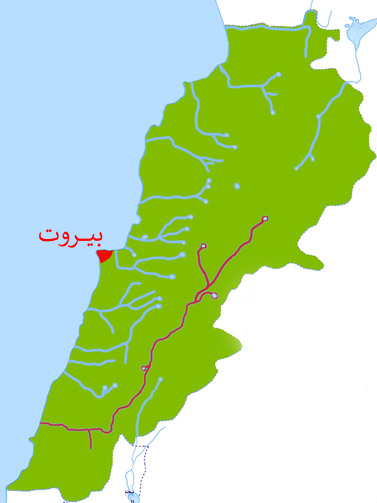
رودخانه لیتانی به رنگ مارون، بیروت، پایتخت لبنان، با رنگ قرمز

رودخانه لیتانی (به انگلیسی: Litani River) (عربی: نهر الليطاني) که یونانیان با نام لئونتس (Λεόντης) می‌شناختند از منابع آبی مهم جنوب لبنان است. این رودخانه در دره حاصلخیز بقاع در غرب بعلبک سرچشمه می‌گیرد و در شمال صور به دریای مدیترانه می‌ریزد. رودخانه لیتانی با طولی بیشتر از ۱۴۰ کیلومتر طولانی‌ترین رودخانه لبنان است و جریان متوسط سالانه آن را ۹۲۰ میلیون متر مکعب تخمین می‌زنند. سرچشمه نهر لیتانی و تمام مسیر آن در درون مرزهای لبنان قرار دارد. رود لیتانی از منابع مهم تأمین آب، آبیاری و برق آبی برای جنوب لبنان و کل کشور لبنان است.

## نام
رودخانه لیتانی به نام لوتان، خدای کنعانی، یک مار دریایی هفت سر و بنده خدای دریا یم نامگذاری شده است. اعتقاد بر این بود که اگر رودخانه ای مانند مار از طریق دره بقاع بچرخد، یک شخصیت خدایی است.

## تاریخچه
مورخان در گذشته ادعا می‌کردند که محل Misrephoth Maim کتاب مقدس، رودخانه لیتانی است، اما بعید است که نام لیتانی قبل از داستان کتاب مقدس باشد.
لیتانی یک مرز طبیعی بود که مانع از تجاوز سلوکیان به سلطه بطلمیوسی در شام شد.

## جریان جنوبی

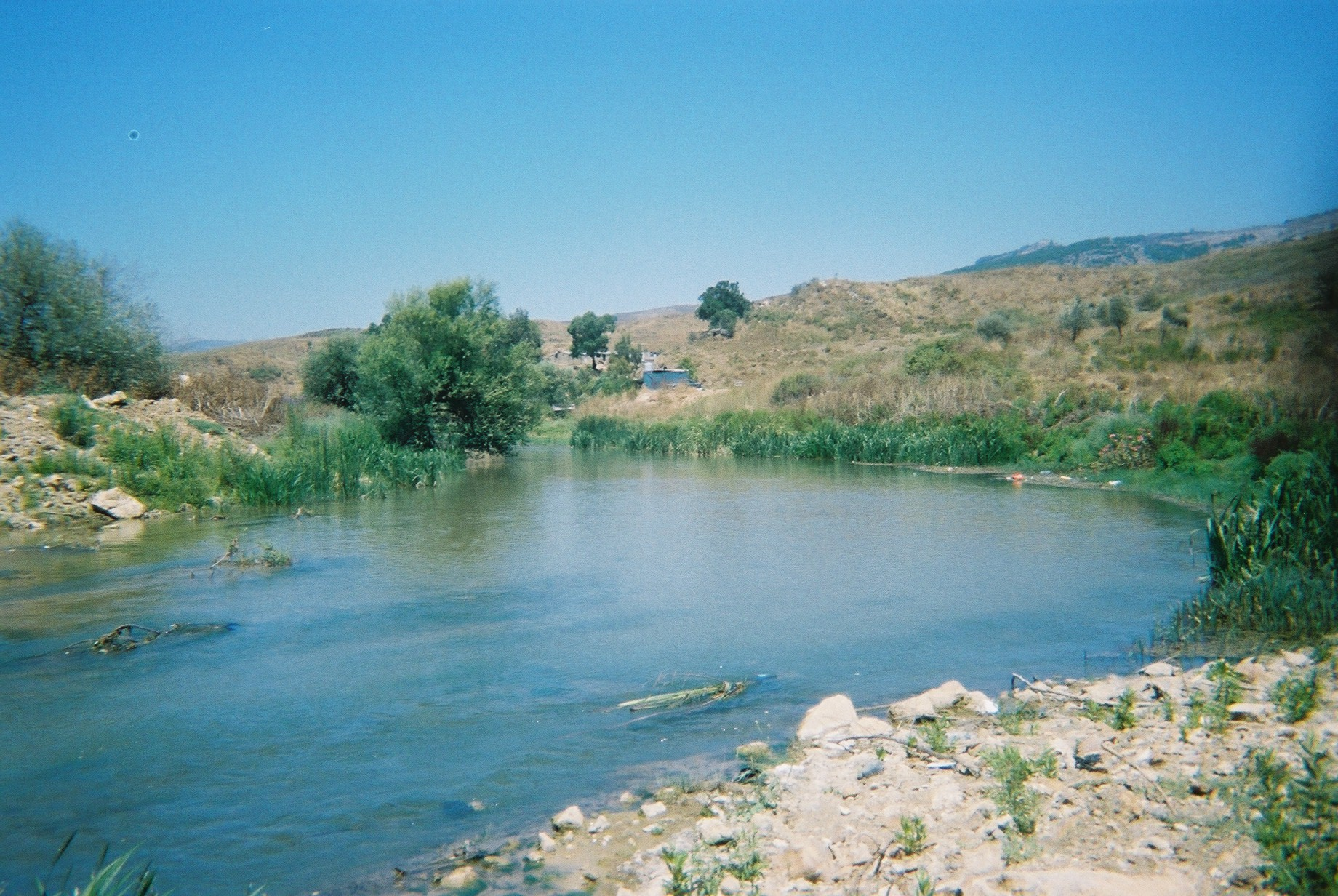
قسمت جنوبی رودخانه لیتانی

پس از حرکت به موازات مرز جنوبی سوریه، مسیر رودخانه به طرز چشمگیری به سمت غرب خم می‌شود. در نزدیکی این پیچ، لیتانی در فاصله پنج کیلومتری رودخانه حاصبانی قرار دارد.

## قاسمیه
بخشی از رودخانه که به غرب جریان دارد قاسمیه نامیده می‌شود. منطقه قاسمیه-راس-العان، که از مسیرهای پایین رودخانه از کانال‌های اصلی آبیاری به جنوب و شمال آبیاری می‌شود، یکی از بزرگ‌ترین مناطق آبی کشور است که متشکل از ۳۲٫۶۴ کیلومتر مربع می‌باشد و در بین ۱۲۵۷ کشاورز آبیاری که روی محصولات مرکبات و موز تمرکز دارند، تقسیم شده است. هنگام جاری شدن آب رودخانه لیتانی به دریای مدیترانه در کل قسمت قاسمیه، تقریباً موازی (و حدود ۲۹ کیلومتر (۱۸ مایل) شمال) است.
در ژوئن ۱۹۴۱، دهانه رودخانه محل حمله کماندوهای انگلیسی و نیروهای استرالیایی به نیروهای ویشی فرانسوی بود که به نبرد رودخانه لیتانی معروف شد.

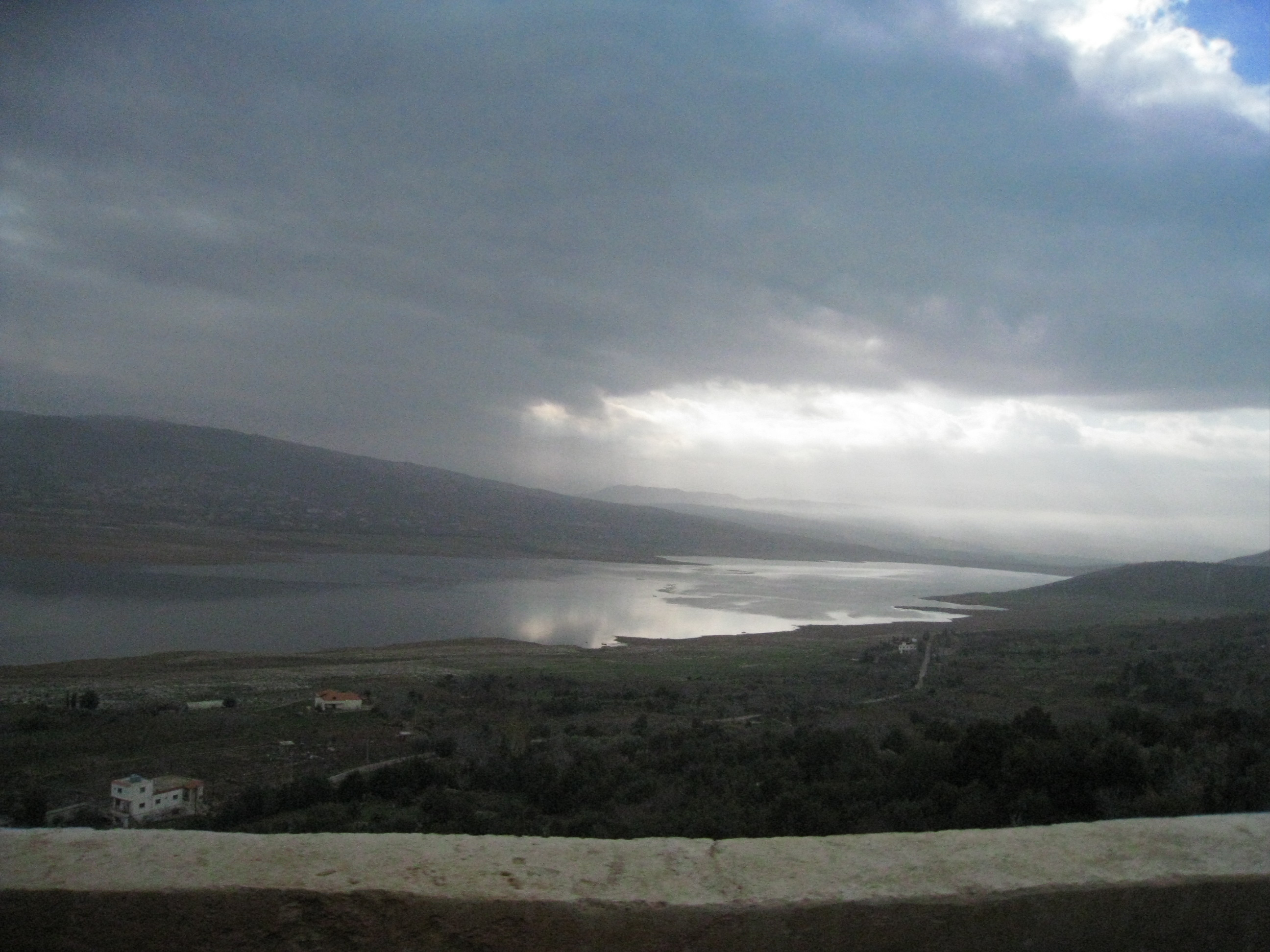
سد رودخانه لیتانی، همان‌طور که از بزرگراه به غرب دیده می‌شود.

## سد رودخانه لیتانی
قارون، یک دریاچه مصنوعی به طول ۱۲ کیلومتر مربع، توسط سد رودخانه لیتانی، به ارتفاع ۶۰ متر و طول ۱۳۵۰ متر ایجاد شد که در سال ۱۹۵۹ تکمیل شد. این دریاچه یک سرریز ۶۵۰۳ متری آب را به ایستگاه زیرزمینی می‌رساند که در آن ژنراتورها حداکثر ۱۸۵ مگاوات برق تولید می‌کنند که بزرگ‌ترین پروژه برق آبی در لبنان محسوب می‌شود. این سد در نهایت برای آبیاری ۳۱۰ کیلومتر مربع زمین کشاورزی در جنوب لبنان و ۸۰ کیلومتر مربع در دره بقاع در نظر گرفته شد.

## اداره رودخانه لیتانی
اداره رودخانه لیتانی در سال ۱۹۵۴ برای تسهیل توسعه یکپارچه حوزه رودخانه لیتانی تأسیس شد. اندکی پس از تأسیس، این مرجع درگیر یک پروژه بزرگ توسعه برق آبی شد که از ظرفیت ۸۵۰ متری بین دریاچه قارائون و مدیترانه استفاده می‌کند. این تحول تغییرات عمده تولید برث آبی در حوزه رودخانه لیتانی ایجاد کرد، جایی که جریانات از بالای آن بالای دریاچه قارون از طریق یک سیستم تونل، استخر و گیاهان هدایت می‌شوند.

## پل‌های لیتانی
- Jisr el Kasmieh (Leontes Bridge)
- Jisr el Akai
- Jisr el Khardali
- Jisr el Khatueh (Kakhieh)
- Jisr el Burghuz
- Jisr el Meshghara
- Jisr el Karaoum